# Wiktor Gosiewski

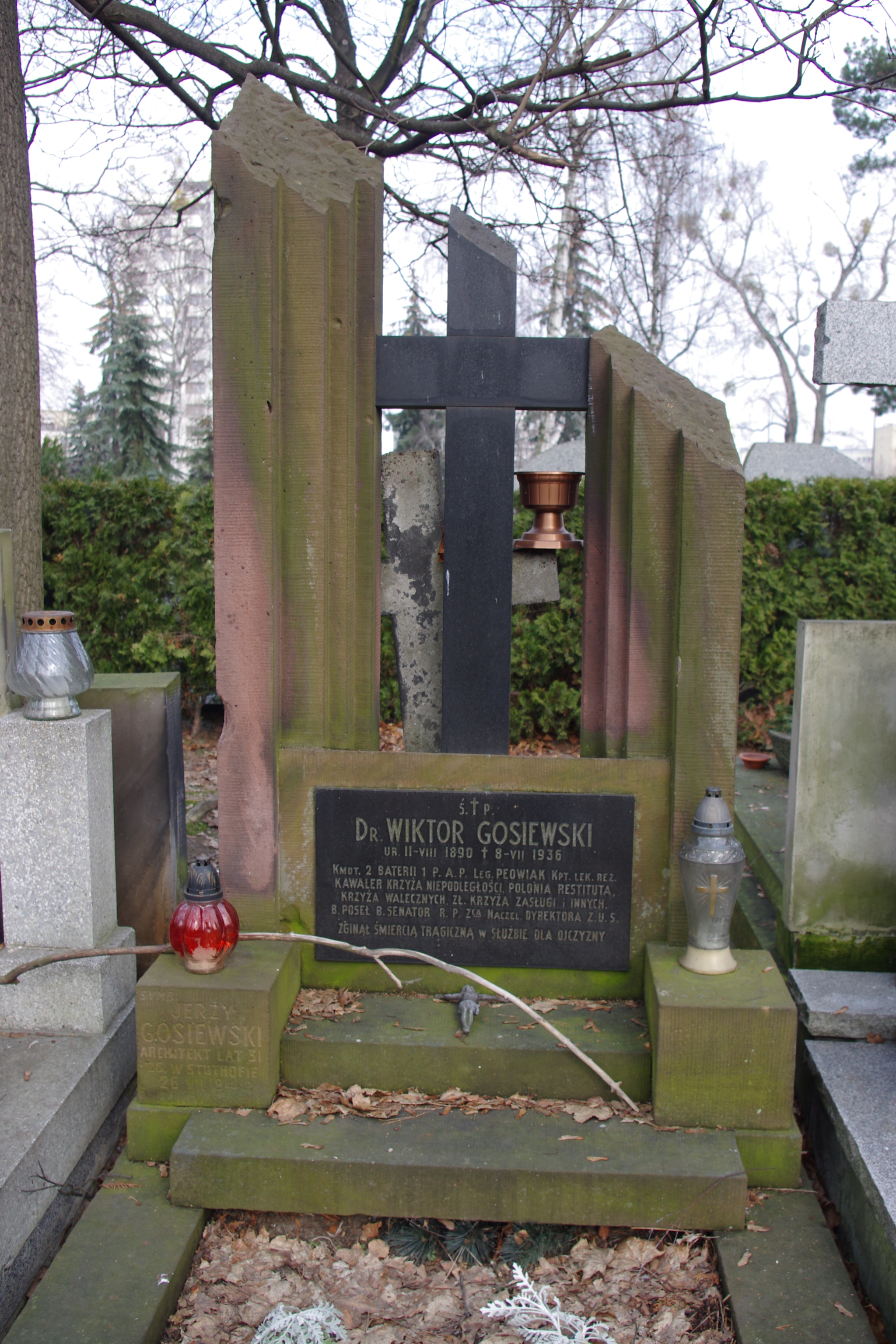
Grób senatora II RP - Wiktora Gosiewskiego, na Cmentarzu Wojskowym na Powązkach w Warszawie

Wiktor Józef Korwin Gosiewski (ur. 3 lutego 1890 w Rypinie, zm. 8 lipca 1936 w Warszawie) – kapitan lekarz Wojska Polskiego, żołnierz Legionów Polskich, członek Polskiej Organizacji Wojskowej, polityk, poseł na Sejm III kadencji oraz senator IV kadencji w II RP.

## Życiorys
W 1905 za udział w strajkach szkolnych wydalono go z wilczym biletem z gimnazjum płockiego bez prawa powrotu do szkół rosyjskich. W 1909 ukończył w Płocku gimnazjum prowadzone przez Macierz Szkolną. W 1914 wstąpił do Legionów Polskich, a w 1916 zakończył studia w Uniwersytecie Jagiellońskim z tytułem doktora medycyny.
W czasie I wojny światowej służył w Legionach Polskich. W latach 1914–1916 organizator i lekarz oddziału sanitarnego II Brygady, od 1916 lekarz w szpitalach w Kozienicach, Rabce i Kamieńsku, od listopada 1917 lekarz POW w Radomsku. W 1918–1920 porucznik lekarz WP: komisarz ludowy Rządu Ludowego Republiki Polskiej na powiat Opoczno. Przeszedł ciężkie walki podczas kampanii karpackiej, besarabskiej i wołyńskiej. Zweryfikowany w stopniu kapitana ze starszeństwem z dniem 1 czerwca 1919 w korpusie oficerów rezerwy sanitarnych.
Po wojnie pracował w Noworadomsku (obecnie Radomsko), następnie został lekarzem powiatowym w Będzinie, a później ordynatorem oddziału wewnętrznego szpitala św. Wincentego w Dąbrowie Górniczej. Mieszkał w Zagórzu, gdzie prowadził ambulatorium Kopalni „Mortimer”. Od 1932 był dyrektorem i naczelnym lekarzem Powiatowej Kasy Chorych w Sosnowcu, a od 1934 dyrektorem Ubezpieczalni Społecznej w Sosnowcu. W 1935 został zastępcą dyrektora ZUS w Warszawie.
Był członkiem Partii Pracy, a od 1928 BBWR. W 1931 został mianowany tymczasowym zastępcą kierownika Grupy Regionalnej BBWR woj. kieleckiego, a w 1935 wybrany na prezesa Rady Wojewódzkiej BBWR i prezesa okręgu Związku Legionistów.
W III kadencji Sejmu II RP w latach 1930–1935 był posłem z ramienia Zagłębiowskiego BBWR. Był członkiem sejmowej Komisji Ochrony Pracy, Zdrowia Publicznego oraz Komisji Opieki Społecznej, referentem ustawy o ubezpieczeniu społecznym i projektu nowelizacji ustawy o czasie pracy w przemyśle i handlu. W lutym 1936 objął mandat senatora po jego uprzednim złożeniu przez Romana Cholewickiego, senatora z województwa kieleckiego. Był autorem dwóch broszur O wolnym wyborze lekarza (1936) i Walka z gruźlicą wśród dzieci i młodzieży (1936).
W dniu 8 lipca 1936 ok. godz. 14:30 w pobliżu budynku warszawskiego ZUS przy ul. Czerniakowskiej 231 oddano w jego kierunku sześć strzałów, z których cztery były celne, raniąc w głowę i klatkę piersiową. Nieprzytomnego przewieziono do Instytutu Chirurgii Urazowej, gdzie po kilku godzinach zmarł. Zabójcą okazał się Aleksy Szymik, urzędnik zwolniony z pracy z ambulatorium w Niwce, w latach gdy Wiktor Gosiewski był dyrektorem ZUS w Sosnowcu. Został pochowany 11 lipca na Cmentarzu Wojskowym na Powązkach (kwatera A 5-6-14). Wyrokiem Sądu Okręgowego w Warszawie z 11 sierpnia 1936 Szymik został skazany na bezterminową karę ciężkiego więzienia wraz z pozbawieniem praw.

## Ordery i odznaczenia
- Krzyż Niepodległości (2 sierpnia 1931)[5]
- Krzyż Kawalerski Orderu Odrodzenia Polski (10 listopada 1928)[6]
- Krzyż Walecznych
- Złoty Krzyż Zasługi (pośmiertnie, 10 lipca 1936)[7][8]
- Gwiazda Górnośląska (za udział w powstaniu śląskim)